# KKR札幌医療センター
KKR札幌医療センター（KKRさっぽろいりょうセンター）は、札幌市豊平区平岸にある総合病院。

## 沿革
- 1952年（昭和27年）：国家公務員共済組合連合会が、北海道内の国家公務員とその家族のための結核対策病院「幌南病院」として、現在地に開設[2]。
- 1985年（昭和60年）：結核病棟を閉鎖し、一般病院へ転換[2]。
- 1988年（昭和63年）：総合病院認可[2]。
- 1996年（平成08年）：中央診療棟新設[2]。
- 2005年（平成17年）：新病院第1期工事完成[2]。
- 2006年（平成18年）：新病院第2期工事完成[2]。「KKR札幌医療センター」と改称。
- 2018年（平成30年）：許可病床数を一般病床450床から410床に減床[2]。

## 機関指定
| 保険医療機関                 | 労災保険指定医療機関             |
| 母体保護法指定医師研修機関   | 生活保護法指定病院               |
| 更生医療指定病院             | 育成医療指定病院                 |
| 結核予防法指定病院           | 養育医療指定病院                 |
| 被爆者一般疾病医療機関       | 指定難病指定医療機関             |
| 小児慢性特定疾患指定医療機関 | 救急二次告示病院（救急指定病院） |
| 災害救急告示病院             | 臨床研修指定病院                 |
| 地域がん診療連携拠点病院     | 地域医療支援病院                 |

## 診療科等
診療科
- 呼吸器内科
- 消化器内科
- 循環器内科
- 代謝・内分泌内科
- 腫瘍内科
- 神経内科
- 呼吸器外科
- 消化器外科
- 乳腺外科
- 腫瘍外科
- 小児外科
- 人工透析外科
- 内分泌外科
- 小児科
- 脳神経・内分泌外科
- 脳神経外科
- 心臓血管外科
- 心臓外科
- 血管外科
- 整形外科
- 皮膚科
- 泌尿器科
- 産婦人科
- 眼科
- 耳鼻咽喉科
- リハビリテーション科
- 放射線科
- 放射線診断科
- 病理診断科
- 麻酔科
- 緩和ケア科
- 臨床検査科

専門外来
- 睡眠時無呼吸外来
- 肝臓外来
- 小児喘息アレルギー外来
- 小児内分泌外来
- 予防接種外来
- 乳児検診外来
- 小児心臓外来
- 小児神経外来
- こころ外来
- 乳腺外来
- 不妊症外来
- 術前診察外来
- もの忘れドック
- 放射線治療外来
- 肺がん相談外来
- がん看護外来
- ストーマ外来

部門
- 集中治療センター
- 健康管理センター
- 医療安全管理部
- 血液浄化センター
- 臨床検査科
- 薬剤科
- 臨床工学科
- 診療情報管理室
- 図書室
- 看護部

## 施設認定
| 日本内科学会認定医制度教育病院               | 日本呼吸器学会認定施設                       |
| 日本呼吸器内視鏡学会認定医制度認定施設       | 日本呼吸器外科学会専門医認定機構認定関連施設 |
| 日本消化器内視鏡学会認定施設                 | 日本気管支学会認定医制度認定施設             |
| 日本消化器病学会認定施設                     | 日本消化器外科学会専門医修練施設             |
| 日本循環器学会循環器専門医研修施設           | 日本糖尿病学会認定教育施設                   |
| 日本緩和医療学会認定研修施設                 | 日本がん治療認定医機構認定研修施設           |
| 日本臨床腫瘍学会認定研修施設                 | 日本小児科学会認定医制度研修施設             |
| 日本アレルギー学会認定教育施設               | 日本外科学会外科専門医制度修練施設           |
| 日本乳癌学会認定医・専門医制度研修施設       | マンモグラフィー検診画像認定施設             |
| 日本透析医学会専門医制度教育関連施設         | 心臓血管外科専門医認定機構基幹施設           |
| 胸部大動脈瘤ステンドグラフト実施認定施設     | 腹部大動脈瘤ステンドグラフト実施認定施設     |
| 日本心血管インターベンション治療学会研修施設 | 日本産科婦人科学会認定制度卒後研修指導施設   |
| 日本産科婦人科内視鏡学会認定研修施設         | 日本婦人科腫瘍学会専門医制度指定修練施設     |
| 婦人科悪性腫瘍化学療法研究機構登録参加施設   | 日本整形外科学会認定制度研修施設             |
| 日本脳神経外科学会専門医訓練施設             | 日本眼科学会専門医制度研修施設               |
| 日本皮膚科学会認定専門医研修施設             | 日本耳鼻咽喉科学会専門医研修施設             |
| 日本泌尿器科専門医教育施設基幹教育施設       | 日本麻酔科学会麻酔科指導病院認定施設         |
| 日本病理学会研修認定施設B                    | 日本臨床細胞学会認定施設                     |
| 日本医学放射線学会専門医修練施設             | 日本放射線腫瘍学会認定協力施設               |
| 日本救急医学会救急科専門医指定施設           | 優良人間ドック認定施設                       |
| 優良総合健診施設                             | 日本総合健診医学会研修施設                   |
| 健康評価施設査定機構優良認定施設             | 日本カプセル内視鏡学会指導施設               |
| 日本リハビリテーション医学会研修施設         | 日本臨床細胞学会教育研修施設                 |

## アクセス・駐車場
- 札幌市営地下鉄南北線平岸駅から徒歩約3分
- 北海道中央バス（西岡営業所）、じょうてつ
  - 「KKR札幌医療センター」「平岸駅・KKR札幌医療センター」「平岸駅」バス停下車
- 駐車場：200台

## 事案

### 新人看護師の過労自殺
2012年12月に一年目の新人看護師がうつ病を発症し、自宅アパートで自殺した。タイムカードを確認したところ、毎月の時間外勤務が60〜90時間に及んでおり、遺族は札幌東労働基準監督署に労災認定を申請したが認められなかったため、2016年12月15日に労災認定を求め札幌地裁に提訴した。国は争う姿勢を見せたが、再調査をして100時間超えの時間外労働が認められたことから、2018年10月に労災を認定された。

### 入札妨害の疑い
2023年（令和5年）8月31日、敷地内に薬局を整備する事業の競争入札を巡り、札幌医療センター元事務部長とアインファーマシーズ社長、取締役が公契約関係競売入札妨害容疑で逮捕された。元事務部長がアイン側に競合する他社の賃借料に関する情報を教え、アイン側は元の提案よりも金額を高く設定し直し、企画書を改めて提出していたという。9月21日、3人が同罪で起訴された。
2024年4月18日、札幌地裁は元事務部長に懲役1年、執行猶予3年、元社長と元取締役にそれぞれ懲役6月、執行猶予2年を言い渡した。
2025年1月28日、札幌高裁は一審判決を破棄し、元社長と元取締役に無罪を言い渡した。青沼潔裁判長は、札幌医療センターの企画競争では、落札者決定基準に応募者の予想困難な要素が少なからず認められるとし、「競争入札の実質を備えると認めるには合理的な疑いが残る」と指摘した。ただ、元事務部長（有罪判決が確定）が企画提案書の再提出を持ちかけ、アイン側が応じたことについては、明らかに公募手続きの「公平を害すべき行為」だったと指摘した。2月12日、札幌高検は判決を不服として最高裁に上告した。